# Cañonero-torpedero

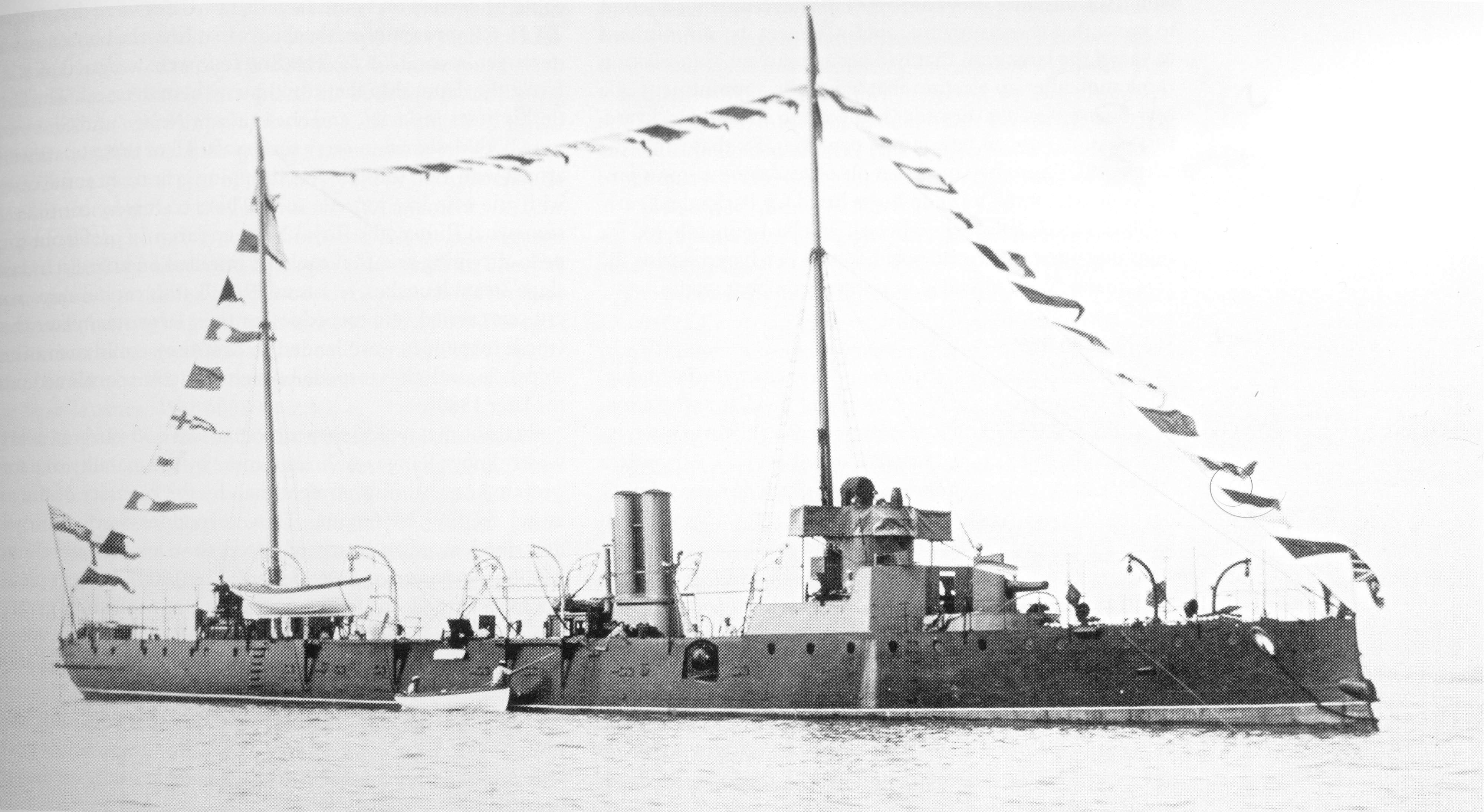
HMS Spider, uno de los primeros modelos de cañonero-torpedero

En la terminología naval de finales del siglo XIX, los cañoneros-torpederos eran un tipo de cañoneros armados con torpedos y diseñados para cazar y destruir torpederos más pequeños. A finales de la década de 1890, los cañoneros torpederos fueron reemplazadas por sus contemporáneos más exitosos, los destructores.

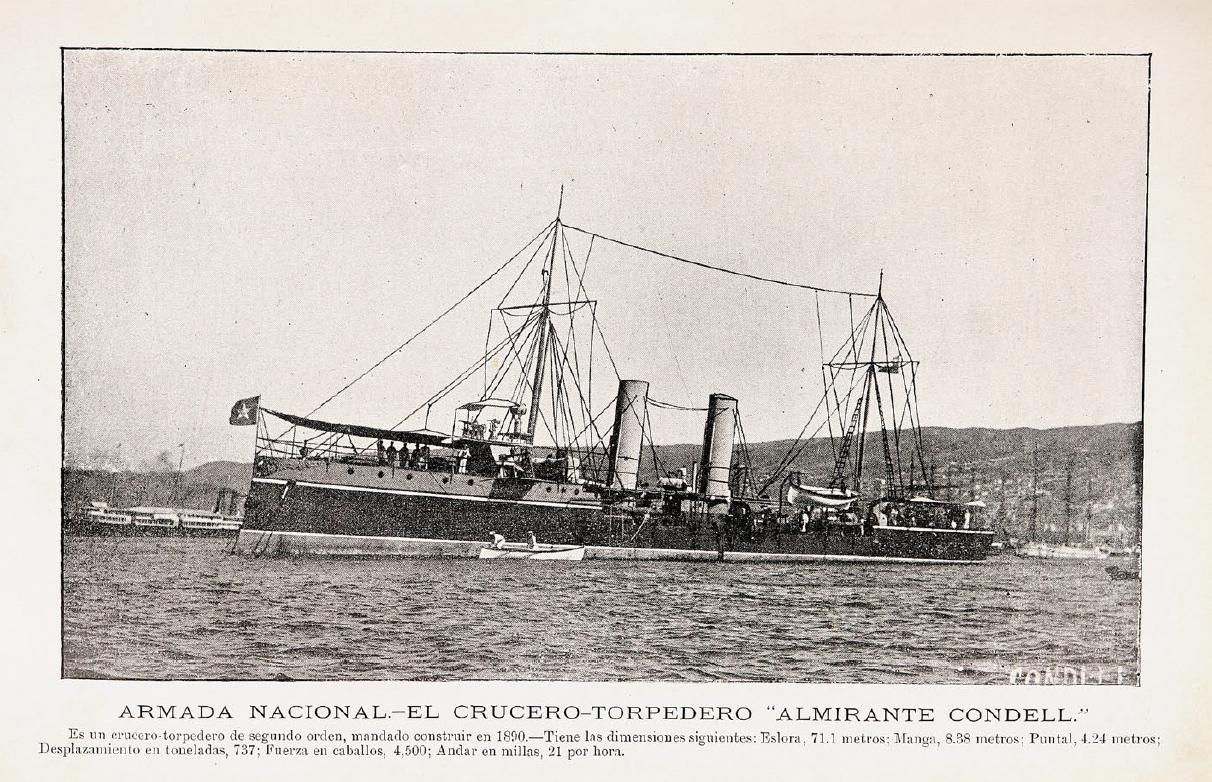
El cañonero torpedero torpedero Almirante Condell.

## Historia
Varias cañoneros torpederos fueron construidos para la Royal Navy durante las décadas de 1880 y 1890, el prototipo Rattlesnake de 1886 seguido por la clase Grasshopper (de 3 buques), la clase Sharpshooter (13 buques), la clase Alarm (11 buques ) y la clase Dryad (5 buques); buques similares también fueron construidos o adquiridos de otro modo por varias naciones europeas y Japón. 
Esencialmente cruceros de muy pequeño tamaño, los cañoneros torpederos estaban típicamente equipados con calderas de tipo locomotora y estaban equipados con tubos de torpedos y un armamento adecuado, destinado a cazar torpederos enemigos más pequeños. En la práctica, fallaron en su objetivo principal, ya que no eran lo suficientemente rápidos para poder alcanzar a los torpederos, y su papel fue rápidamente asumido por los más rápidos destructores de torpedos. Una de los cañoneros torpederos más rápidos fue el buque de guerra español Destructor, encargado en 1887, y considerado por algunas fuentes como el primer destructor de torpederos.
La Armada Española contó además con seis buques de esta tipología, construidos dos en cada uno de los tres arsenales, con los siguientes nombres: Temerario,  Martín Alonso Pinzón, Nueva España, Vicente Yáñez Pinzón, Galicia, Marqués de Molins
La Armada de Chile encargó a finales de la década de 1880s en el astillero inglés Laird Brothers, el primero de sus buques de este tipo, una subclase de la clase Sharpshooter, los Almirante Lynch y Almirante Condell. Estos dos buques tuvieron un notable éxito militar durante la guerra civil de 1891, cuando atacaron y hundieron el acorazado Blanco Encalada, demostrando que este tipo de barcos también podían destruir acorazados. Posteriormente, en 1896, adquirió Almirante Simpson.

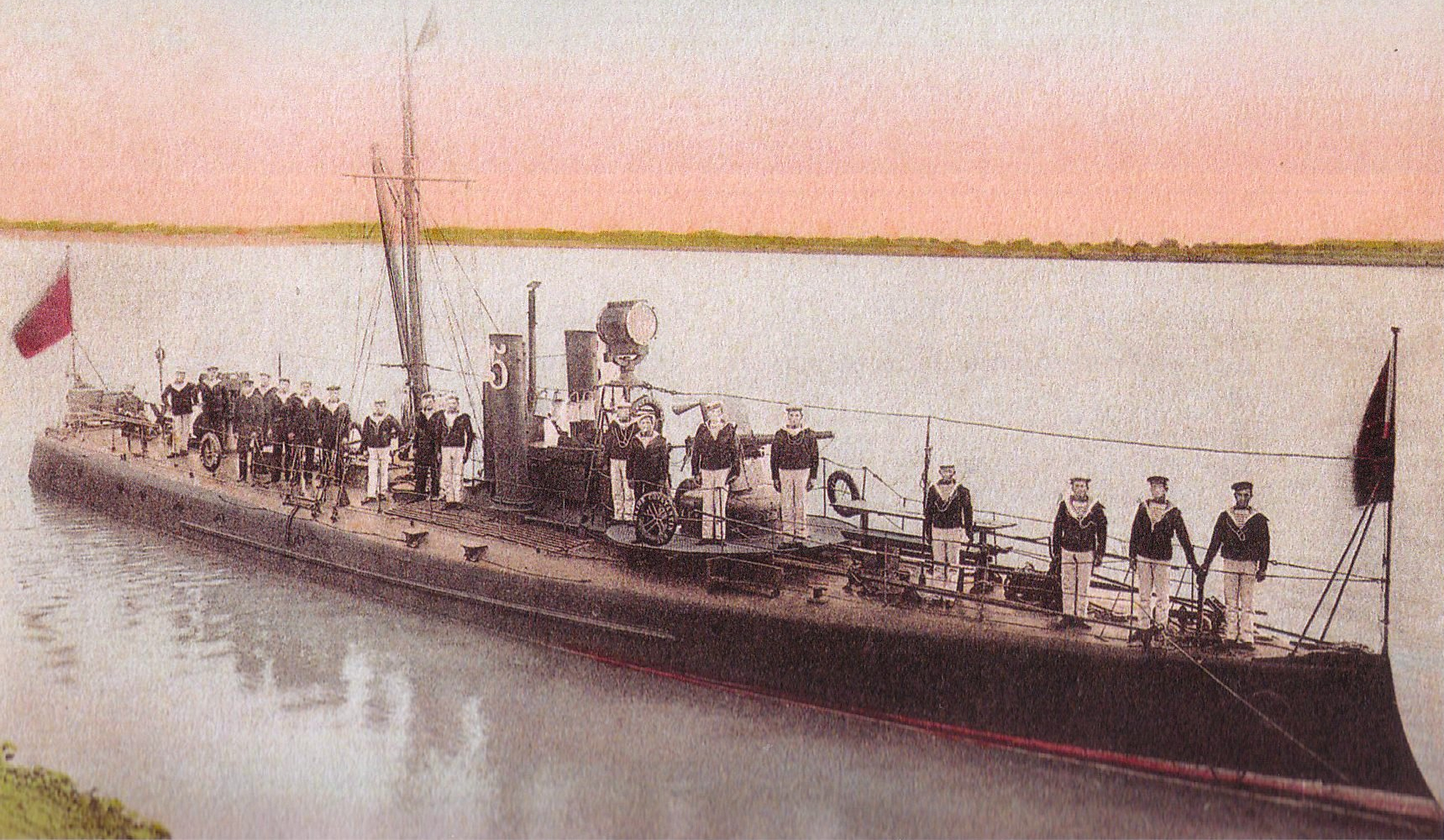
Cañonero torpedero fluvial rumano

Entre 1906 y 1907, Rumania ordenó y encargó una clase de 8 cañoneros torpederos de construcción británica para su Flotilla del Danubio. Estos barcos de 50 toneladas eran mucho más pequeños que sus homólogos diseñados para operar en alta mar, pero estaban bien armados para su tamaño: además de un cañón naval de 47 mm y una ametralladora de 6,5 mm, cada buque estaba dotado también con 4 torpedos: dos en mástiles a proa del buque y dos más en el combés del buque sobre carros de lanzamiento de torpedos. Los buques también estaban blindados, con costados y cubierta a prueba de balas. Su velocidad máxima ascendía a 18 nudos. A pesar de haber sido construidos para el servicio en el Danubio, los buques de esta clase también estaban en condiciones de navegar en alta mar, y tres de ellos se incorporaron a la Flota Soviética del Mar Negro en agosto de 1944 (regresaron a Rumania en septiembre de 1945).
Quizás el último cañonero torpedero construido fue el Uruguay, construido por encargo en Alemania para la armada uruguaya, con quien sirvió desde agosto de 1910 hasta 1951. Al contrario de lo que se muestra en la película “La batalla del Río de la Plata”, no participó en el abordaje del carguero alemán Tacoma tras la batalla.